# Космів (Люблінське воєводство)
Космів (пол. Kosmów) — давнє українське село в Польщі, у гміні Грубешів Грубешівського повіту Люблінського воєводства. Населення — 355 осіб (2011).

## Назва
На думку мовознавця Макса Фасмера, назва села походить від загальнослов'янського слова косма (волосся).

## Історія

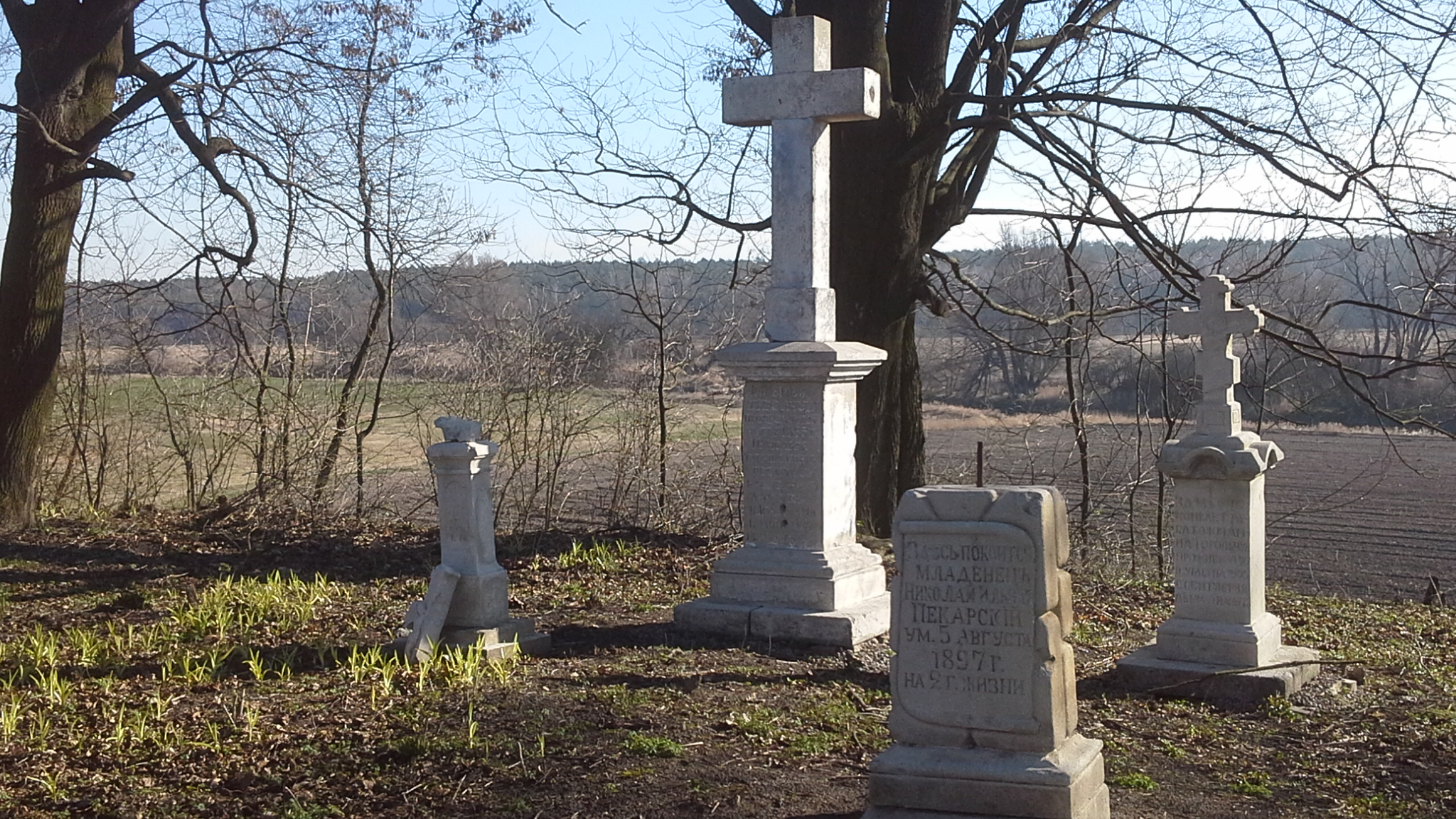
Православний цвинтар

Перша письмова згадка походить з грамоти 1376 року, коли холмський князь Юрій Данилович за єпископа Каліста, подарував село церкві пресвятої Богоматері у Холмі.
У 1392 р. король Владислав Ягайло відібрав у єпархії це та інші села. У роки 1392—1431 разом з Шиховичами і Тихобором належав до королівських маєтностей. У 1425 р. за холмського єпископа Харитона король підтвердив право єпархії на село і надав йому магдебурзьке право.
1431 року Ягайло повернув його князю Земовиту V як нагороду за участь у боях з бунтівним Свидригайлом, і 31 рік потому село було включено безпосередньо в маєтності польської корони і відтоді входило у староство Грубешів (до 1799 року), хоча він був розташований у Городельському повіті Більського воєводства.
У п'ятнадцятому і шістнадцятому століттях селян цього села платили десятину парафіяльному костелу в Черничині.
У 1578 р. грубешівський староста і белзький воєвода А. Тенчинський мав у Космові 75 га землі, 8 загородників з землею, 2 ставки, 2 комірники з землею, 2 комірники з худобою, 6 бідняків. Люстрація 1578 року показала 3¾ лану (63 га) сільськогосподарських угідь, а також корчму. Річний прибуток склав 21 злотий.
У 1627 р. було 17 осілих кметів і 20 кметів з 10 га землі кожний.
Королівська люстрація у 1661—1665 роках стверджувала: «Млин був там, він згорів від Москви» (тобто спалений московського-козацькими військами в роках 1655—1656.).
У 1767 р. Космів находився у королівській власності, а його управителем від імені короля був київський воєвода Ф. Потоцький.
За даними перепису населення 1827 в селі було 16 будинків і 120 жителів.
У XIX ст. маєток перейшов до Войцеховських, а у 1926 — Свєжавських.
За переписом 1905 р. у селі було 426 десятин землі (чорнозем), церква, волосна школа, 2 вітряки, 83 будинки і 615 мешканців (604 православних і 11 римо-католиків), у панському дворі — 535 десятин землі (чорнозем), 8 будинків і 33 мешканці (10 православних, 18 римо-католиків і 5 юдеїв). У 1905—1908 рр. за указом царя ті греко-католики, які відмовлялися належати до Російської православної церкви, через заборону греко-католицької церкви перейшли до римо-католицької і стали латинниками, у Космові їх налічувалось 16 осіб.
У 1915 р. перед наступом німецьких військ російською армією спалене село і більшість українців були вивезені вглиб Російської імперії, звідки повертались уже після закінчення війни. Натомість поляків не вивозили. Після окупації Холмщини в 1919 р. польський уряд проводив польську колонізацію.
За переписом 1921 р. (тоді у гміні Крилів) у селі було 69 будинків і 400 жителів, у тому числі 14 римо-католиків, 19 юдеїв і 367 православних, у колонії — 10 будинків і 81 житель—римо-католик, у фільварку — 5 будинків і 72 жителі, у тому числі 22 православні та 50 римо-католиків (напевне прибулі з Польщі).
Перша церква у Космові згадувалась у 20-х роках XVI ст., але до середини XIX cт. у документах не згадувалася. У 1889 р. новозбудовану дерев'яну церкву освячено на честь св. Олександра Невського. Після першої світової війни стояла зачинена польською владою і нею зруйнована під час полонізаційно-ревіндикаційної акції масового нищення українських храмів на Холмщині вночі з 15 на 16 червня 1938 року.
Під час німецької окупації в Космові функціонували українська початкова школа і кооперативна спілка «Згода». У 1943 р. в селі налічувалось 385 українців і 84 поляки. Під час антиукраїнської акції АК під командуванням С. Квасневського («Віктора») 19.03.1944 р. Космів було повністю спалено. У 1944—1945 рр. українське населення було депортовано до УРСР.
Під час проведення операції «Вісла» в період 16-20.06.1947 року з Космова було вивезено на «землі відвойовані» (Вармінсько-Мазурське воєводство, Західнопоморське воєводство) 45 осіб, залишилося 329 людей національності польської, а також залишилося 3 українців з мішаних родин.
У 1975—1998 роках село належало до Замойського воєводства.

## Демографія
Демографічна структура станом на 31 березня 2011 року:
|          | Загалом | Допрацездатний вік | Працездатний вік | Постпрацездатний вік |
| -------- | ------- | ------------------ | ---------------- | -------------------- |
| Чоловіки | 174     | 32                 | 125              | 17                   |
| Жінки    | 181     | 43                 | 93               | 45                   |
| Разом    | 355     | 75                 | 218              | 62                   |